# Tempio di Sulamani
Il tempio di Sulamani  è un tempio buddista situato nella zona di Bagan, in Birmania.
Si trova a circa 4 km a sudovest di Nyaung-U. Il tempio ha subito gravi danni nel terremoto del 2016.

## Storia
L'inizio della costruzione risale al 1183 durante il regno di Narapatisithu, ultimo sovrano di rilievo del Regno Pagan. L'edificio fu terminato nel 1197-98.
Il tempio fu restaurato durante l'epoca della dinastia Konbaung (1752–1885).

## Struttura
Il tempio Sulamani nella struttura assomiglia al Tempio di Thatbyinnyu.
L'edificio è a pianta quadrata e si sviluppa su due piani rientranti ognuno dei quali circondato da una balconata con parapetti e stupa minori negli angoli. Lo scopo del secondo piano nei templi non è del tutto chiaro, l'elevazione serviva comunque per ospitare statue di grandi dimensioni. La planimetria è pressoché simmetrica fatta eccezione per l'entrata orientale leggermente più maestosa ed elaborata delle altre.
Al piano terreno si trova un corridoio con soffitto a volta che corre lungo tutto l'edificio, sul lato orientale un'ampia rientranza ospita una statua di Buddha seduto, sugli altri lati si trovano statue più piccole collocate direttamente nel corridoio. Nel corridoio si trovano lacerti di affreschi di epoche diverse, tra questi un ciclo delle sette settimana trascorse dal Buddha a Bodh Gaya, motivo ricorrente nelle decorazioni degli edifici sacri di Bagan. Gran parte dei decori interni risalgono alla ristrutturazione del tardo XVIII secolo. Dell'epoca della costruzione rimangono gli affreschi sulla volta.
Al piano superiore un'ampia stanza aperta verso est ospita un'altra statua di Buddha.